# Plagiohammus camillus
Plagiohammus camillus là một loài bọ cánh cứng trong họ Cerambycidae.